# Нуменор
Ну́менор (кв. Númenor, т. е. «Земля Запада»; полная форма — Нумено́рэ (кв. Númenórë)), или Вестернесс (англ. Westernesse) — в легендариуме Дж. Р. Р. Толкина огромный остров и занимающее его территорию королевство, располагавшиеся посреди Великого моря к западу от континента Средиземье, величайшее государство людей Арды за всю историю их расы. В конце Второй эпохи, вследствие открытого восстания людей-нуменорцев против Валар и отречения их от Эру Илуватара, остров был катастрофическим образом затоплен, что повлекло за собой гибель большей части нуменорцев и изменение физических законов мира. Немногим уцелевшим нуменорцам из числа Верных, почитающих Эру и Валар, удалось спастись в Средиземье под предводительством Элендиля, основавшего т. н. королевства в изгнании — Арнор на севере и Гондор на юге.
Легенда о Нуменоре была создана, вероятно, в конце 1920-х — начале 1930-х годов. Одним из источников вдохновения послужил ночной кошмар, преследовавший Толкина ещё с раннего детства и который он позже назовёт своим «синдромом Атлантиды»: «огромная волна вздымается к небу и неотвратимо надвигается, накрывая собой деревья и зелёные поля, стремясь поглотить его и все, что вокруг». Автор хотел показать Нуменор как аллюзию на легендарную Атлантиду.
Неоконченное сказание «Алдарион и Эрендис» происходит в Нуменоре во время его расцвета, а «Акаллабет» кратко излагает историю существования и падения Нуменора. Все прочие труды Толкина, касающиеся Нуменора, являются либо краткими заметками, либо неоконченными черновиками, к примеру, приложения к «Властелину колец» и несколько историй, опубликованных в «Неоконченных сказаниях» и серии «История Средиземья».
Изначально задуманная как часть рассказа о путешествии во времени, история падения Нуменора некоторое время рассматривалась Толкином как заключение «Сильмариллиона» и «последняя история» о Древних днях. Однако позже, с появлением «Властелина колец», эта история стала выступать связующим звеном между двумя произведениями и стала одной из главнейших частей легендариума Толкина.

## Этимология
Название острова позаимствовано из квенья, высокого эльфийского языка народа Эльдар, сконструированного Толкином. Нуменорцы использовали квенья в торжественных церемониях и для наименования географических объектов. Буквально названия Нуменор и (в полной форме) Нуменорэ переводятся с квенья как «Земля Запада» или «Западная земля». Оба этих названия переводились автором на современный английский язык как Вестернесс (англ. Westernesse), т. е. буквально — «Западения». Это название Толкин позаимствовал из среднеанглийского рыцарского романа «Король Горн» (англ. King Horn), где оно используется для обозначения неизведанной западной земли, куда можно добраться только морем. В легендариуме указано, что после своего Падения в 3319 г. В. Э. Нуменор стали называть Атала́нтэ (кв. Atalantë), что в переводе означает «Падшая». Толкин описывает своё открытие этой дополнительной аллюзии на Атлантиду как счастливый случай: однажды он понял, что квенийский корень «talat-» (падать, низвергаться) может быть включён в название, относящееся к Нуменору, хотя некоторые исследователи считают это название целенаправленной игрой слов, являвшейся таковой с самого начала.
Применительно к самому острову нуменорцы использовали квенийское название Эле́нна (кв. Elenna), переводящееся как «Звёздная»; в более полной форме оно записано Толкиным как Эле́нна-но́рэ (кв. Elenna-nórë), что в буквальном переводе означает «Звездонаправленная земля» (от авторского неологизма англ. starward). Речь здесь идёт о звезде Эарендиля, сияющей светом Сильмариля, поскольку человеческие колонисты из числа двух домов Эдайн на рубеже Первой и Второй эпох плыли к острову на кораблях, следуя за этой звездой; кроме этого, сам остров точно так же имел форму пятиконечной звезды. Другое название на квенья также примечательно — А́ндор (кв. Andor), что переводится как «Подаренная земля»; это указывает на то обстоятельство, что Валар по воле Илуватара подарили Нуменор людям в награду за их участие в последней войне против Моргота на стороне эльфов. После затопления острова мореплаватели Третьей эпохи также называли Нуменор Мар-ну-Фа́лмар (кв. Mar-nu-Falmar), т. е. «Земля, что под во́лнами».
В своих материалах Толкин приводит несколько названий острова и королевства на адунайском языке, родном для всех нуменорцев и их потомков: Анаду́нэ (адун. Anadûnê) — перевод слова «Нуменор», Ги́млад (адун. Gimlad) — перевод слов «Эленна» и «Эленна-норэ», и Йоза́ян (адун. Yôzâyan) — перевод слова «Андор». Аталантэ переводится на адунайский как Акаллабе́т (адун. Akallabêth) — это же название носит четвёртая глава «Сильмариллиона», посвящённая истории Нуменора и написанная, согласно внутренней мифологии, королём Элендилем.
В других произведениях Толкина Верховный король нолдор-изгнанников Гил-галад называет Нуменор «Островом Королей», а живущие в Средиземье друэдайн упоминают о нём, как о «Великом острове».

## История
Остров был поднят со дна моря и послужил даром Валар Эдайн, Отцам Людей, которые вместе с эльфами Белерианда противостояли Морготу в Войне Самоцветов. Нуменор был дан Эдайн как «отдых от войны». В начале Второй Эпохи (В. Э.) большая часть тех из Эдайн, кто пережил поражение Моргота, отправились на остров на кораблях, предоставленных эльфами.
Государство было официально основано в 32 г. В. Э., и Эльрос Полуэльф, сын Эарендиля и брат Эльронда, происходящий от всех правящих домов эльфов и Эдайн, стал первым королём Нуменора. В ходе его царствования и правления его потомков нуменорцы стали могущественным народом. Первые корабли отправились из Нуменора в Средиземье в 600 году В. Э.
Валар запретили нуменорцам путешествовать по морю на запад на расстояние более прямой видимости берегов Нуменора, не желая, чтобы те достигали Бессмертных Земель, которые не предназначались для обитания людей. Долгое время нуменорцы сохраняли дружеские отношения с эльфами, как живущими на Тол Эрессеа, так и в Средиземье, а в 1693—1700 гг. В. Э. они помогали Гил-Галаду в войне эльфов с Сауроном, которая разгорелась после создания Колец Власти, в частности, Единого Кольца. Королю Тар-Минастиру и силам Нуменора не было равных в искусстве войны, и вместе с эльфами им удалось временно победить Саурона. Однако с течением времени нуменорцы стали завидовать эльфам из-за их бессмертия, возненавидели Запрет Валар и начали восставать против их власти, желая вечной жизни, которой, по их мнению, их злонамеренно лишили. Они пытались компенсировать это активным освоением и колонизацией Средиземья, вначале приходя туда с дружескими намерениями, а затем распространяя свою власть путём насилия, принуждения и открытой тирании. Вскоре нуменорцы владели огромной прибрежной империей, равной которой не было. Однако лишь немногие нуменорцы («Верные») сохраняли преданность Валар и дружбу с эльфами.
В 3255 году В. Э. 25-й король Нуменора Ар-Фаразон с огромным флотом отправился в Средиземье и высадился в Умбаре. Целью его был окончательный разгром и подчинение посмевшего назвать себя "королём королей" Саурона, к тому времени надёжно укрепившегося в Мордоре и выстроившего свою крепость Барад-Дур. Увидев мощь Нуменора, армии Саурона дрогнули и обратились в бегство, а сам Саурон сдался королю без боя. Его привезли в Нуменор в качестве пленника, но он, пользуясь невероятным искусством убеждения и подвластными ему одному магическими приёмами, вскоре стал советником короля и в его лице пообещал нуменорцам вечную жизнь, если они начнут поклоняться Владыке Вечной Тьмы — Мелькору, дескать, несправедливо обиженному узурпаторами-Валар. По совету Саурона Ар-Фаразон выстроил храм Мелькора высотой в 500 футов (примерно 150 метров), где практиковались человеческие жертвоприношения (жертвами в основном были элендили или «друзья эльфов» — нуменорцы, остававшиеся верными своим союзникам-Эльдар).
В это же время Белое Древо Нимлот, которое стояло у дворца короля в Арменелосе и судьба которого была связана с судьбой королевской династии, было срублено и сожжено на жертвеннике Мелькора по приказу Саурона. Однако Исилдур, героически рискуя жизнью, спас плод дерева, который позже стал Белым Древом Гондора, сохраняя эту древнюю линию деревьев.
По наущению Саурона и в страхе от скорой смерти Ар-Фаразон построил колоссальный флот и отплыл на Запад, чтобы открыто пойти войной на Валар и отобрать у них Бессмертные Земли, полагая таким образом обрести бессмертие. Саурон же остался в Нуменоре. В 3319 году В. Э. Ар-Фаразон вступил на берега Амана. Поскольку Валар было запрещено напрямую отвечать на демарши людей, Манвэ, глава Валар, воззвал к Эру и сложил с себя и со всех Валар полномочия Хранителей Арды. В результате мир был изменён: Бессмертные Земли были исторгнуты из мира навсегда, а ранее плоский мир был превращён в шар. В ходе катаклизма Нуменор захлестнула огромная волна, и он ушёл на дно вместе со всеми его обитателями, включая тело Саурона, который с тех пор более не мог принимать привлекательные образы; вместо этого он впоследствии всегда представал в облике Тёмного Властелина.
Элендиль, сын предводителя Верных во время правления Ар-Фаразона, Амандиля, его сыновья Исильдур и Анарион и их последователи предвидели катастрофу, которая постигла Нуменор. До падения острова им удалось отплыть на восток на девяти кораблях. В час гибели Нуменора огромная волна подхватила корабли Верных и вынесла их на берега Средиземья. Там они и основали королевства Арнор и Гондор.
Падение Нуменора стало вторым падением людей; первым было быстрое совращение людей Морготом вскоре после их пробуждения.

## География
Природа острова наиболее полно описана в «Описании острова Нуменор», тексте, опубликованном в «Неоконченных сказаниях» и объявленном Толкином манускриптом, извлечённым из архивов Гондора.
Остров Нуменор был расположен в Великом море, ближе к Благословенному Краю, чем к Средиземью. По форме он напоминал пятиконечную звезду, с пятью большими полуостровами, отходящими от центрального региона. Размер этого региона составлял примерно 250 миль (400 км) в поперечнике, полуострова по длине были примерно такими же. Остров был «наклонён к югу и немного к востоку».

### Основные регионы
Нуменор делился на шесть регионов, пять полуостровных и один центральный:
Форостар, или «Северные земли» (англ. Forostar or «Northlands»)
Северный полуостров Нуменора, описываемый как покрытый скалами и наименее плодородный. Большая часть ландшафта была сформирована «высокими лугами, заросшими вереском», которые к северу поднимались и на скалистые холмы. Единственными деревьями в Форостар были ели и лиственницы, которые росли на западных склонах скал; камень, добываемый в этом регионе более всего ценился при строительстве. Также отмечалось, что в это регионе «воздух был самым чистым», и по этой причине король Тар-Менельдур построил в северной части Форостар высокую башню для наблюдения за звёздами.
Андустар, или «Западные земли» (англ. Andustar or «Westlands»)
В основном плодородный, покрытый лесами регион, переходящий в скалистую местность к северу. Западная береговая линия была сформирована высокими скалами, в которых были вырезаны три небольших бухты; в них было построено несколько гаваней на пологих участках земли у подножия крутых скал. Северные возвышенности были покрыты еловыми лесами, к югу леса состояли в основном и берёз и буков на высоких местах и дубов и вязов — на низких. Андустар отделялся от Хьярнустар на юге широким заливом Эльданна, маленькое разделяющее два региона пространство называлось Нисимальдар.
Хьярнустар, или «Юго-Западные земли» (англ. Hyarnustar or «Southwestlands»)
Этот полуостров был примечателен своими прекрасными виноградниками и плодородными полями в восточной части, которая к юго-западу переходила в возвышенности с огромными скалами вдоль берега. На крайнем востоке были «широкие белые пляжи и серые галечники» с множеством посёлков, таких, как Ниндамос, и болотами, сформированными рекой Сирил.
Хьярростар, или «Юго-Восточные земли» (англ. Hyarrostar or «Southeastlands»)
Наиболее низко расположенный полуостров Нуменора, с длинными сглаженными берегами, особенно на западе. Примечателен разнообразием деревьев, которые росли на нём, в этом регионе также находились огромные плантации для выращивания деревьев, используемых в постройке кораблей.
Орростар, или «Восточные земли» (англ. Orrostar or «Eastlands»)
Прохладный, но плодородный регион острова, возвышенный на севере и плоский на юге. В юго-западной части Орростар находились обширные зерновые поля.
Миттальмар, или «Внутренние земли» (англ. Mittalmar or «Inlands»)
Центральная часть Нуменора, не имеющая выхода к морю, за исключением маленького участка побережья вокруг гавани Роменна на востоке. Миттальмар описывается как «возвышающийся над полуостровами», а также как район лугов, пастбищ и низких долин с малочисленными деревьями.

### Провинции
Внутри основных регионов были определены также и более мелкие провинции:
Арандор, или «Королевская страна» (англ. Arandor or «Kingsland»)
Восточная часть Миттальмар, которая считалась независимой от остального региона и находилась под непосредственной юрисдикцией короля. Указывается, что Арандор был «во все времена наиболее густонаселённым районом Нуменора», здесь находились его столица Арменелос и гавань Роменна.
Эмериэ (англ. Emerië)
Юго-западная часть Миттальмар с «покатыми холмами, поросшими травой», основной регион овцеводства. Часть Эмериэ была пожалована королём Тар-Менельдуром Эрендис, невесте его сына Алдариона, в этой провинции она в итоге поселилась после их разрыва.
Нисимальдар (англ. Nísimaldar)
Территория вокруг восточных берегов залива Эльданна и эстуария реки Нундуинэ. Название переводится как «Благоухающие деревья», намекая на вечнозелёные, сладкопахнущие растения, которые в большом количестве росли в этом регионе.

### Природные объекты
Ниже приведён список всех индивидуальных географических объектов Нуменора, упомянутых в произведениях Толкина. Кроме того, утверждалось, что на острове было несколько рек, но все они, кроме Сирила и Нундуинэ, были «короткими и быстрыми потоками, бегущими к морю».
Залив Эльданна (англ. Bay of Eldanna)
Самый западный и крупнейший залив Нуменора, между полуостровами Андустар и Хьярнустар. Земля в районе его побережья, включая Нисимальдар, была самой плодородной на острове из-за большого количества осадков. Название «Эльданна» буквально обозначает «По направлению к эльфам», намекая на то, что залив расположен на той стороне острова, которая «смотрит» на далёкий остров Тол Эрессеа.
Залив Андуниэ (англ. Bay of Andúnië)
Крупнейший и самый северный из трёх заливов, расположенных на западном побережье Андустар. Назван по большому порту Андуниэ, расположенному на его восточном побережье вместе с более мелкими поселениями.
Тол Уинен (англ. Tol Uinen)
Маленький остров, расположенный в длинном фьорде между полуостровами Орростар и Хьярростар. По воззрениям нуменорцев этот остров был помещён туда майа Уинен. На нём Алдарион построил высокую башню, названную Калминдон (англ. Calmindon), или «башня света», очевидно, служившую маяком.
Соронтил (англ. Sorontil)
Большой холм на севере Форостар, который «резко поднимался из моря гигантскими скалами». Его название, обозначающее «орлиный рог» на квенья, происходит от множества орлов, живших на этих скалах.
Оромет (англ. Oromet)
Холм на западе Андустар, недалеко от Андуниэ. На нём королём Тар-Минастиром была построена высокая башня для того, чтобы смотреть с неё на запад, ибо его вожделение к Благословенному Краю росло.
Менельтарма (англ. Meneltarma)
В самом центре острова располагалась вершина, известная как Менельтарма, «Столп Небес» на квенья, и Минул-Тарик (англ. Minûl-Tarîk) — на адунайском языке. Она являлась высочайшей точкой Нуменора, и говорилось, что «зоркоглазые» могли видеть Тол-Эрессеа с её вершины. После падения Нуменора оставшиеся дунэдайн верили, что вершина Менельтармы поднялась из моря снова как остров Менельтарма, «одинокий остров посреди великих вод».
Гора сперва постепенно поднималась из равнины пятью длинными, низкими, поросшими травой отрогами, называемыми «Тармасундар», или «Корни Столпа», расходящимися в направлениях пяти полуостровов Нуменора. Ближе к вершине склоны становились более крутыми и трудными для восхождения, соответственно, вокруг горы была построена спиралевидная дорога, начинающаяся на юго-западном отроге и достигающая вершины на севере. Вершина Менельтармы была «плоской и углублённой, и могла вмещать огромное количество людей». Она считалась самым священным местом Нуменора, поскольку именно так располагалось единственное в Арде святилище Эру Илуватара; там ничего не строилось, и «никакой инструмент или оружие никогда не вносились туда». Только королям дозволялось говорить на вершине, когда они возносили Три Молитвы Илуватару, в прочие времена людям дозволялось восхождение на гору, но никто в благоговении не нарушал молчания, царящего там. Единственными животными, живущими на Менельтарме, были орлы: нуменорцы верили, что они посланы Манвэ для наблюдения за святилищем и всей страной.
Последняя королева, Тар-Мириэль, предчувствуя разрушение Нуменора, пыталась взойти на вершину Менельтармы в надежде избежать катастрофы, но гигантская волна добралась до неё быстрее.
Нойринан (англ. Noirinan)
Неглубокая долина, также известная как «Долина гробниц», расположенная между юго-западным и юго-восточным отрогами у подножия Менельтармы. В её начале размещались гробницы королей и королев (в склепах, вырубленных в камне горы).
Сирил (англ. Siril)
Главная река Нуменора, начинавшаяся в Нойринане у подножия Менельтармы и текшая на юг. Впадала в море у Ниндамоса. В Миттальмар Сирил был быстрым потоком, но в нижнем течении он расширялся и замедлял свой бег, в итоге формируя широкую болотистую дельту. Расположение его устьев часто менялось, так как протоки текли через пески, исчезая в многочисленных озёрцах.
Нундуинэ (англ. Nunduinë)
Река на востоке острова, протекавшая большей частью через Миттальмар и впадавшая в море у Эльдалондэ. В нижнем течении образовывала Нисинен и быстро протекала через район Нисимальдар.
Нисинен (англ. Nísinen)
Маленькое озеро, сформированное рекой Нундуинэ незадолго до её впадения в море. Название, обозначающее «Благоуханные воды», по-видимому, происходило от «многочисленных ароматных кустарников и цветов, росших на его берегах».

### Поселения
Некоторые города и порты Нуменора описаны в произведениях Толкина. Он указывал, что наиболее населённые города были расположены на побережье, их соединяли грунтовые дороги. Единственная мощёная дорога соединяла Роменну, Арменелос, долину Нойринан, Ондосто и Андуниэ.
Арменелос (англ. Armenelos)
Столица и (впоследствии) крупнейший город Нуменора, называвшийся Арменелос Золотой на квенья и Арминалет (англ. Arminalêth) — на адунайском языке, также известен как Город Королей. Он был расположен почти в центре Арандора, рядом с Менельтармой, основание его произошло самое позднее в 32 году В. Э..
В Арменелосе располагался королевский дворец, известный как Дом Короля. Элрос построил там высокую башню, а во дни короля Тар-Алдариона было посажено белое древо Нимлот. Во время правления Ар-Фаразона в Арменелосе был сооружён гигантский храм Мелькора. Этот круглый храм, по сравнению с которым башня Элроса казалась крошечной, описывается в «Сильмариллионе» имевшим диаметр более 500 футов (150 м) и столько же в высоту до края карниза, над которым возвышался серебряный купол. В куполе было отверстие, через которое в небо поднимался дым от многочисленных всесожжений приносимых жертв; этот дым совершенно закоптил серебро купола вскоре после окончания его постройки.
Андуниэ (англ. Andúnië)
Порт, расположенный на побережье одноимённого залива в Андустар и первоначально важнейший город Нуменора, поскольку именно туда приходили корабли Эльдар с Тол Эрессеа. На квенья обозначает «закат». Валандиль, происходящий от Эльроса по женской линии, был первым удостоен титула Владыки Андуниэ. Его потомки, предводители Верных, играли важную роль в нуменорской политике.
Однако с приходом Тени в Нуменор Арменелос стал крупнее и важнее, чем Андуниэ. К концу существования государства оставшиеся Верные по воле Людей Короля были объявлены возмутителями порядка, многие из них были сосланы в Роменну и другие восточные регионы, включая потомков Владык Андуниэ.
Роменна (англ. Rómenna)
Большой порт, расположенный в начале длинного фьорда на восточных берегах Нуменора. Будучи ближе к центру государства, чем другие порты, он постепенно увеличивался в размерах с возрастанием важности кораблестроения и мореплавания, особенно в царствование Тар-Алдариона. Название на квенья означает «на восток», ссылаясь на то, что большинство кораблей, отправлявшихся в Средиземье, отплывали именно отсюда.
Эльдалондэ (англ. Eldalondë)
Морской порт на западном побережье Нуменора, расположенный в месте впадения реки Нундуинэ в залив Эльданна. Название порта также было записано как «Эльдалондэ Зелёная», переводится как «Эльфийская гавань». Основное место, куда прибывали эльфы Тол Эрессеа до того, как отношения с ними охладели. Эльдалондэ находилась в Нисимальдар и описывалась как «прекраснейшая из всех гаваней Нуменора», которую эльфы сравнивали даже с городом на самом Тол-Эрессеа..
Ниндамос (англ. Nindamos)
Главный из многочисленных посёлков рыбаков вокруг дельты Сирила в Хьярростар. Как и остальные, был расположен «на твёрдой земле среди болот и озёр».
Альмайда (англ. Almaida)
Порт, который, по слова Кристофера Толкина, был изображён на карте Нуменора, нарисованной его отцом. Был расположен «в заливе Андуниэ, немного к западу от самой Андуниэ». Кристофер Толкин также сомневался в корректности написания названия города.
Ондосто (англ. Ondosto)
Город в Форостар, ассоциированный Кристофером Толкином с «каменоломнями этого региона». Название, очевидно, значит «каменный город» на квенья.
Хьярасторни (англ. Hyarastorni)
Вотчина Халлакара, потомка Элроса, расположенная в южной части Миттальмар. В алфавитном указателе к «Неоконченным сказаниям» Кристофер Толкин называет Хьярасторни «землями», однако история об Алдарионе и Эрендис создаёт впечатление, что это было, скорее, отдельное поселение в регионе Эмериэ.

### Флора и фауна
Растительный и животный мир Нуменора был богат и разнообразен, многие виды встречались только в определённых регионах. Вдобавок к этому на острове существовало множество растений и животных, не встречавшихся в Средиземье, многие из которых были переданы Валар и эльфами из Амана. Самым известным из них было Белое Древо, Нимлот, которое росло на Королевском Дворе в Арменелосе. Многие прочие уникальные деревья встречались в южной части острова, среди них Толкин особо отметил ойолайрэ, лайрелоссэ, нессамельду, вардарианну, таниквелассэ, йаваннамирэ, лауринквэ, лиссуин и знаменитое дерево маллорн, которым впоследствии славился лес Лотлориэн в Средиземье (см. Список растений Средиземья).
Самый многочисленный вид животных Нуменора (в отличие от других земель) составляли морские птицы, а рыба была основным продуктом питания для жителей острова. Среди уникальных видов отмечались только киринки, также жили в Нуменоре и гигантские орлы, присутствующие во многих прочих местах легендариума Толкина.

## Политика
Во время существования Нуменора возникло несколько политических сил:

### Владыки Андуниэ
Правители благородного дома Нуменора, Владыки Андуниэ (названные так по их старинной вотчине, порту Андуниэ) происходили от Сильмариэн, дочери и старшего потомка Тар-Элендила, четвёртого короля Нуменора. Законы Нуменора в то время не допускали правления женщины в качестве королевы, и она вышла замуж за Элатана из Андуниэ и поселилась там. Их сын Валандил стал первым Владыкой Андуниэ.
В ходе Второй Эпохи Владыки Андуниэ стали лидерами «элендилов», или Друзей эльфов, которые остались верными Валар. Особенная важность этих людей подтверждается тем, что они владели двумя ценнейшими предметами Нуменора: Нарсилом и кольцом Барахира. В разное время Владыки Андуниэ находились в оппозиции центральной власти или даже преследовались ею. Имена большей части Владык Андуниэ неизвестны, хотя в одном месте упоминается Эарендур.
В конце Второй Эпохи отстранение Нуменора от эльфов и Валар под злонамеренным руководством Саурона развратило нуменорское общество. Ища прощения Валар за злодеяния нуменорцев, Амандиль Верный (сын Нумендила), последний Владыка Андуниэ, отправился в плавание на Запад, но пропал без вести. Его сын Элендиль, наследник линии Андуниэ, не присоединился к великому флоту Ар-Фаразона, созданному для нападения на Валинор, а вместо этого бежал вместе с сыновьями Исилдуром и Анарионом и многими Верными (элендилами) в Средиземье.

### Элендили
Также называемые Друзьями Эльфов, элендили были группой нуменорцев, которые выступали за продолжение дружбы с эльфами. Их также называли Верными за сохранение преданности и подчинение Валар. Это имя было дано им во дни Элендиля, Владыки Андуниэ, который позже основал королевства Арнор и Гондор в Средиземье.
К концу Второй Эпохи нуменорцы разделились между элендилами и Людьми Короля — группировкой, сплочённой вокруг короля, которая стремилась распространить власть Нуменора на другие народы и преодолеть смертность людей. Во дни, когда Нуменор достиг вершины своего могущества, Люди Короля перешли к открытому противостоянию Валар. Это разделение, в итоге, ускорило падение Нуменора. Элендили, однако, не только сохраняли древнюю дружбу с эльфами, но и расценивали всё увеличивающееся высокомерие Людей Короля как святотатство. Однако Люди Короля становились всё сильнее, а вместе с ними — и сам Нуменор. К концу Второй Эпохи Люди Короля начали преследовать элендилей как мятежников и «шпионов Валар». Ранее, боясь сильного влияния элендилей на западе Нуменора, Люди Короля организовали их депортацию оттуда (включая Андуниэ) в восточный портовый город Роменна. Оттуда многие отправились в Средиземье (Ближние Земли) и основали поселения, которые позже стали королевствами Верных — Арнором и Гондором. Многие из прочих оставались в Нуменоре до его падения.
Элендили получили небольшую передышку, когда Друг эльфов Тар-Палантир стал королём и начал возвращать Нуменор назад на пути Верных. Но после смерти Тар-Палантира его племянник, Ар-Фаразон, узурпировал трон и продолжил предследование элендилей с удвоенной энергией, на сей раз по подстрекательству Тёмного Владыки Саурона, который основал на острове культ Мелькора, чтобы развратить и, в итоге, уничтожить нуменорское общество. Эльфийский язык был запрещён. Когда Саурон совратил Ар-Фаразона, последнего короля Нуменора, некоторые из элендилей были убиты и сожжены в качестве жертв Мелькору. Сожжено также было и Белое Древо короля, Нимлот, предок Белого Древа Гондора, — дерево, с которым, по преданию, была связана судьба королевского рода. Исилдур, сын Элендила, и один из элендилей с риском для жизни добыли пророщенный плод Нимлота и таким образом связали судьбу Дерева с судьбой наследников Элендиля.
Когда Ар-Фаразон повёл свою великую армаду в Аман, чтобы силой отменить Запрет Валар, Амандиль, Владыка Андуниэ, предупредил своего сына, Элендиля, чтобы он не вмешивался в предстоящую войну, а вместо этого ожидал вынужденного исхода с острова и готовился к нему. Затем Амандил лично отправился в Аман, чтобы вымолить у Валар прощение, но о нём более никто никогда не слышал. Элендиль и его сыновья, Исильдур и Анарион, послушались совета Амандиля и подготовили девять кораблей, на которые были погружены вещи и посажены их сторонники из числа элендилей. Таким образом они избежали гибели в падении Нуменора, когда, в наказание за попытку нарушить Запрет Валар, Илуватар утопил островное королевство в море. Элендили, под руководством Элендиля и его сыновей, были принесены в Средиземье великими ветрами и огромными волнами, уцелев в катаклизме (их корабли стояли у берега острова, когда он затонул). Возможно, Валар прислушались к мольбам Амандиля, или сам Илуватар спас их, зная, что элендили всегда оставались Верными. В конце концов они нашли спасение в Средиземье, где были тепло встречены эльфами. Там они основали дунаданские королевства Арнор и Гондор: Элендиль создал Арнор на севере, а Исильдур и Анарион — Гондор на юге (которым они правили вместе). Однако Элендиль признавался всеми верховным королём и Арнора, и Гондора.

### Люди Короля
Люди Короля были роялистской партией Нуменора. Они взбунтовались против ангелоподобных Валар из-за своего желания стать бессмертными. Поскольку сила и знания Нуменора выросли в течение Второй Эпохи, его жителей стали всё больше терзать пределы, наложенные на их удовлетворение (а в конце концов — и на власть) их смертностью, в цели которой они начали сомневаться. Это растущее желание избежать смерти, известной как «проклятие людей», также заставила большую часть нуменорцев завидовать бессмертным эльфам, или Эльдар, которых они стали сильно напоминать внешне (это было частью дара Илуватара за то, что люди были союзниками эльфов в войне с Морготом). Однако Эльдар всегда пытались напоминать людям Нуменора, что смерть — это дар, а не проклятие Илуватара всем людям и что потеря веры в Илуватара является отступничеством. Тем не менее, после 2221 года В. Э., когда Тар-Анкалимон стал королём Нуменора

… люди Нуменора разделились. С одной стороны их было больше, их называли Людьми Короля, и они возгордились и отстранились от Валар и Эльдар.— «Сильмариллион», Акаллабет
Люди Короля, соответственно, стали гораздо более предрасположенными к совращению их Сауроном, который в последние годы Нуменора развратил стареющего Ар-Фаразона и склонил его

… назад, к поклонению Тьме и её владыке Мелькору, сначала тайно, но вскоре и явно, пред лицом его народа.— «Сильмариллион», Акаллабет
В Нуменоре большинство людей сразу же последовало примеру короля, и эта религия быстро перешла океан и попала в большинство нуменорских колоний Средиземья:

… ибо в дни пребывания Саурона в той земле сердца почти что всех людей в ней повернулись в сторону тьмы. И многие из тех, кто отплывал на восток в те дни и строил крепости и поселения на берегах, уже склонились пред его волей.— «Сильмариллион», О Кольцах Власти и Третьей Эпохе
Это растление привело Людей Короля к катастрофе, когда они последовали за Ар-Фаразоном в его самоубийственной попытке вторжения в Аман, в результате которой Нуменор, могущественнейшее государство людей, когда либо существовавшее на земле, было разрушено и поглощено морем. Выжившие Люди Короля, остававшиеся в Средиземье, так и не научились на их примере, продолжая служить Саурону под именем Чёрных Нуменорцев.

## Культура
Жители Нуменора, обычно называемые нуменорцами, или Людьми Запада, происходили от Эдайн, группы людей, которые жили на северо-западе Средиземья и обладали наиболее развитой культурой среди смертных. После того, как они обосновались на острове, их знания и умения развились ещё более за счёт учений Валар и эльфов Тол Эрессеа.
Большинство нуменорцев, происходивших из Дома Хадора, были светловолосыми и голубоглазыми. Те же из них, которые поселились в западной части острова, особенно в Андустар, происходили в основном из Дома Беора и обладали более тёмными волосами и серыми глазами. Также записано, что в Нуменор также переселились несколько людей из Народа Халет в сопровождении нескольких семей Друэдайн. Последние, несмотря на активный первоначальный рост их численности, позже все переселились обратно в Средиземье.
В результате общий язык нуменорцев — адунайский — в основном происходил из языка представителей Дома Хадора. Согласно некоторым работам Толкина, потомки Дома Беора говорили на акцентированной форме адунайского языка, а в других работах говорится, что они вообще перестали разговаривать на своём языке ещё до переселения в Нуменор, и говорили на синдарине, который использовали как язык повседневного общения. Все тексты, однако, соглашаются в том, что большинство жителей Нуменора знали синдарин, который активно использовался в благородных семействах, которые также знали и квенья, используя её в «официальных документах», научных работах и разнообразных списках и сводах. Ситуация изменилась, когда дружба с эльфами прервалась. Использование и синдарина, и квенья постепенно сходило на нет, пока в конце концов король Ар-Адунахор не запретил преподавать их, и знание эльфийских языков с тех пор стало сохраняться только среди Верных.
Нуменорцы были исключительно одарёнными мастерами многих ремёсел, но в поздние времена их основными занятиями были кораблестроение и мореплавание. Они стали великими мореходами, исследуя мир во всех направлениях, кроме западного, поскольку оно находилось под Запретом Валар. Они часто путешествовали к берегам Средиземья и учили людей искусствам и ремёслам, а также сельскому хозяйству, которое значительно улучшило их жизнь.
Нуменорцы также были искусны в разведении коней, и огромные табуны прекрасных лошадей бродили по открытым равнинам Миттальмар.

### Традиции
До прихода Тени нуменорцы поддерживали несколько традиций, связанных с почитанием Эру Илуватара и отданием почестей Валар. Среди них особенно запомнились: укрепление ветки ойолайрэ на нос уходящего в море корабля и церемонии, связанные с передачей Скипетра Королей и с добровольным уходом из жизни.
Наиболее известными традициями были «Три молитвы», в ходе которых огромное количество людей восходило на вершину Менельтармы, где король воздавал почести Эру. Этими молитвами были:
- Эрукьермэ (англ. Erukyermë), проводимая в начале весны, молитва о хорошем годе;
- Эрулайталэ (англ. Erulaitalë) — в середине лета, молитва о хорошем урожае;
- Эруханталэ (англ. Eruhantalë) — осенью, благодарение за хороший урожай[16].

## Упоминания в литературе
Нуменор упоминается в произведениях К. С. Льюиса («Мерзейшая мощь», последняя книга «космической трилогии»), хотя и в несколько ином написании («Нуминор»). Вероятно, это связано с тем, что Льюис записал это название на слух.
В произведениях Роберта Силверберга, относящихся к маджипурскому циклу, упоминается порт Нуминор, расположенный на Острове Сна.

## Образ Нуменора в искусстве
- Oonagh[29][30] — одноимённая баллада о Нуменоре (поющаяся частично на квенья).